# Орхангази
Орханга́зи (тур. Orhangazi) — город и район в провинции Бурса (Турция). Был основан на плодородной равнине на берегу озера Изник. город окружён районами: Ялова и Карамюрсель, Гемлик,Енишехир и Изник. 
Имеет форму чаши, окруженной горами Саманлы и Катырлы, старое название «Пазаркёй».

## Археология и палеогенетика
- В окрестностях города на холме Ылыпынар находятся раскопки древнего неолитического поселения
- У византийского образца I10430 из Орхангази (679—823 годы) определена характерная для славян «динарская» Y-хромосомная гаплогруппа I2a1a2b1a-CTS10228>I2a1a2b1a1-Y3120[2] и митохондриальная гаплогруппа W6[3]